# سيمينول (فلوريدا)
سيمينول (بالإنجليزية: Seminole)‏ هي مدينة أمريكية تقع في ولاية فلوريدا. تبلغ مساحة هذه المدينة 14.6 (كم²)،ويبلغ عدد سكانها 17233 نسمة حسب إحصاء سنة 2010 م 17233.تشير إحصاءات سنة 2000م بأن الكثافة السكانية في هذه المدينة تقدر بـ(auto) نسمة/كم2 

## أعلام
- إيمرسون نورتن
- بريت فيليبس
- راندي سافاج
- كلارنس إلدريدج
- كوني ويسينويسكي